# 立花城の戦い (1568年)
立花城の戦い（たちばなじょうのたたかい）は、永禄11年（1568年）に筑前国の立花山城（現在の福岡県福岡市東区）で発生した戦闘である。大友氏の家臣であった立花鑑載が主君・大友義鎮（宗麟）に反旗を翻し、立花山城に籠城した。これに対し、大友氏は戸次鑑連（後の立花道雪）や吉弘鎮信らを派遣し、城を攻略した。この戦いにより、大友氏は立花山城を奪還し、北九州における支配を再確立した。

## 背景
戦国時代中期、九州北部では大友氏と毛利氏の勢力争いが激化していた。1557年、毛利元就は防長経略により大内氏を滅ぼし、その勢力を九州まで拡大させた。これにより、大友氏との間で全面戦争が勃発し、門司城の戦いなど各地で激戦が繰り広げられた。

## 立花家の家督騒動
1557年、防長経略で、大内家を滅亡させた、安芸国の毛利元就が、九州まで進出。大友との全面戦争が始まる。門司城の戦いで激戦を繰り広げた両家だが、そんないざこざの中、大友義鎮によって立花城主・立花鑑光が誅殺される。結果、立花家の家督は、混乱の中、日田家から養子として入っていた立花鑑載が継いだ。

## 謀反と鎮圧
1560年、出雲国の尼子晴久の死去により、毛利元就は東方への勢力拡大を図り、大友氏との間で一時的に和睦が成立した。しかし、1566年に尼子氏を滅ぼした後、元就は和議を破棄し、再び九州への侵攻を開始した。毛利氏の調略により、岩屋城の高橋鑑種、高祖城の原田隆種、秋月城の秋月種実らが相次いで大友氏から離反した。さらに、宗像氏貞や立花鑑載もこれに続いた。
これに憤慨した義鎮は、1567年に戸次鑑連（立花道雪）や臼杵鑑速らを秋月城攻略のために派遣した。しかし、毛利軍の猛攻を受け、攻略は難航した。そこで、大友軍は先に立花山城の攻略を優先し、翌年には城を包囲した。ここでも毛利軍の抵抗により攻略は困難を極めたが、城内の野田右衛門大夫を調略することに成功し、ついに城を陥落させた。

## 立花鑑載のその後
立花山城から逃亡した立花鑑載は、大友方に捕らえられ、自害したと伝えられている。この戦いの後、大友氏は勢いに乗り、残る毛利方の国衆を屈服させ、再び北九州を支配下に置いた。